# Liste der Wappen im Landkreis Aurich
Diese Liste zeigt die Wappen der Samtgemeinden, Gemeinden und vormals selbständigen Gemeinden im Landkreis Aurich in Niedersachsen.

## Landkreis Aurich und Vorgängerkreise
| Landkreis                      | Wappen                        | Kommentare |
| ------------------------------ | ----------------------------- | --- |
| Aurich                         | Wappen des Landkreises Aurich | Genehmigt durch die Bezirksregierung Weser-Ems am 13. September 1978: „Das Wappen des Landkreises zeigt von blau und rot gespalten, einen goldenen Jungfrauenadler mit goldener Krone, begleitet oben von zwei goldenen sechszackigen Sporenrädern, unten von zwei goldenen Eicheln.“ |
| Aurich (Ostfriesland) bis 1977 | Wappen des Landkreises Aurich | Genehmigt durch den niedersächsischen Minister des Innern am 27. Mai 1950: „In Rot eine bewurzelte goldene Eiche mit Blättern und Eicheln.“ Zum 1. August 1977 wurden die bisherigen Landkreise Aurich (Ostfriesland) und Norden zum neugebildeten Landkreis Aurich zusammengeschlossen. |
| Norden bis 1977                | Wappen des Landkreises Norden | Genehmigt durch den niedersächsischen Minister des Inneren am 3. November 1948: „In Silber hinten eine aus dem unteren Schildrand wachsende blaue Windmühle; an einer aus dem Dach ragenden Stange hängend ein von Blau und Gold gespaltener Schild; darin vorne ein halber silberner rotbezungter Adler am Spalt, begleitet von drei sechsstrahligen Sporenrädern, hinten in Gold ein geschlossenes blaues Sieltor über drei blauen Wellenbalken.“ Zum 1. August 1977 wurden die bisherigen Landkreise Norden und Aurich (Ostfriesland) zum neugebildeten Landkreis Aurich zusammengeschlossen. |

## Samtgemeinden
| Samtgemeinde | Wappen | Kommentare |
| ------------ | ------ | --- |
| Brookmerland |        | Genehmigt durch den Regierungspräsidenten in Aurich am 20. Juni 1972: „In Blau einen goldenen, auf Haupt und Flügelachsen golden gekrönten und rotbezungten Adler, im Schildfuß zwischen Schwanz und Fängen begleitet von zwei goldenen sechszackigen Sporenrädern..“ |
| Hage         |        | Die Samtgemeinde führt das Wappen des Fleckens Hage, diesem genehmigt durch den Regierungspräsidenten in Aurich am 27. Januar 1959: „Geteilt von Blau und Gold; oben ein wachsender, rot bewehrter goldener Löwe, unten ein blaues Flechtgatter.“                     |

## Städte und Gemeinden
| Stadt oder Gemeinde           | Wappen | Kommentare |
| ----------------------------- | ------ | --- |
| Stadt Aurich                  |        | Wappen geht auf Siegelführung seit dem 16. Jahrhundert zurück: „In Silber auf grünem Boden zwischen zwei bewurzelten grünen Laubbäumen ein roter Schild mit dem golden Großbuchstaben A, auf dem eine goldene Laubkrone ruht.“ (Flagge rot, gelb) |
| Inselgemeinde Baltrum         |        | Genehmigt durch den Regierungspräsidenten in Aurich am 15. September 1960: „In Blau auf einem goldenen Dreiberg ein goldener Glockengalgen mit einer goldenen Glocke, beseitet von je einem sechszackigen goldenen Sporenrad.“ (Flagge blau, gelb) |
| Gemeinde Berumbur             |        | Angenommen durch den Rat der Gemeinde Berumbur am 31. Januar 1961 und genehmigt durch den Regierungspräsidenten in Aurich am 5. Juli 1961: „Im blauen Feld eine goldene Ähre mit langen Grannen, begleitet von zwei goldenen sechszackigen Sporenrädern.“                                                                                                 |
| Gemeinde Dornum               |        | Genehmigt durch den Regierungspräsidenten in Aurich am 19. Mai 1961: „In Gold ein aufgerichteter rotbewehrter und rotgezungter schwarzer Bär mit einem goldenen Halsband.“ |
| Gemeinde Großefehn            |        | Angenommen durch den Rat der Gemeinde Großefehn am 14. August 1973, genehmigt durch den Regierungspräsidenten in Aurich am 25. Februar 1975: „Unter rotem Wellenschildhaupt, darin drei goldene Eicheln, in Gold eine rote Holländische Windmühle.“ |
| Gemeinde Großheide            |        | Genehmigt durch den Regierungspräsidenten in Aurich am 15. August 1974: „In schwarzem Feld schräggekreuzt ein silberner Abtstab und ein silberner Moorspaten, begleitet oben von einer goldenen Eichel, unten von einer goldenen Pflugschar, zu beiden Seiten von zwei goldenen, sechszackigen Sporenrädern.“                                             |
| Flecken Hage                  |        | Genehmigt durch den Regierungspräsidenten in Aurich am 27. Januar 1959: „Geteilt von Blau und Gold; oben ein wachsender, rot bewehrter goldener Löwe, unten ein blaues Flechtgatter.“ Die Samtgemeinde Hage führt ebenfalls das Wappen des Fleckens Hage in ihrer Hauptsatzung.                                                                           |
| Gemeinde Hagermarsch          |        | Genehmigt durch den Regierungspräsidenten in Aurich am 17. Juli 1963: „In Blau unter drei fächerförmig angeordneten goldenen Ähren aus silbernem Wellenschildfuß wachsend ein goldener Flechtzaun.“ |
| Gemeinde Halbemond            |        | Genehmigt durch den Regierungspräsidenten in Aurich am 1. April 1961: „Im blauen Feld ein nach rechts geöffneter goldener Halbmond.“ |
| Gemeinde Hinte                |        | Genehmigt durch den Regierungspräsidenten in Aurich am 25. November 1969: Das Wappen der Gemeinde Hinte zeigt in „Blau über silbernen Wellenbalken einen goldenen mit fünf Zinnen gekrönten Turm mit offenem Tor“. |
| Gemeinde Ihlow (Ostfriesland) |        | Angenommen durch den Rat der Gemeinde Berumbur am 7. Mai 1974 und genehmigt durch den Regierungspräsidenten in Aurich am 10. September 1974: „Im Wellenschnitt gespalten; vorn in Gold zwölf grüne Kleeblätter (2:3:2:3:2 gestellt), hinten in Rot wachsend ein goldener Abtsstab mit nach links gewendeter Krümme.“                                      |
| Inselgemeinde Juist           |        | Genehmigt durch den niedersächsischen Minister des Inneren 1949: „In Blau drei goldene Dünen; darüber in den Oberecken je ein sechszackiges silbernes Sporenrad, unten vier silberne Wellenleisten.“ |
| Gemeinde Krummhörn            |        | Genehmigt ????: „Durch eine silberne Wellenleiste von schwarz und rot geteilt. Oben eine wachsende, gekrönte, goldene Harpyie, deren Haupt besaitet ist von zwei goldenen sechsstrahligen Sporenrädern. Unten ein schreitender, silberner Löwe.“ |
| Gemeinde Leezdorf             |        | Genehmigt durch den Regierungspräsidenten in Aurich am 22. Januar 1961: „In Blau drei von der Mitte ausgehende goldene Rohrkolben auf goldenen Stängeln, darunter drei (2 : 1) goldene sechszackige Sporenräder.“ |
| Gemeinde Lütetsburg           |        | Genehmigt durch den Regierungspräsidenten in Aurich am 28. August 1962: Das Wappen zeigt: „Im von Schwarz und Grün gespaltenen Feld einen silbernen, goldenen gekrönten und bewehrten Löwen.“ |
| Flecken Marienhafe            |        | Genehmigt durch den Regierungspräsidenten in Aurich am 28. August 1962: „Geteilt von Rot und Gold; oben ein wachsender goldener Adler mit goldenen Kronen auf dem Kopf und über beiden Saxen; unten ein roter Anker zwischen zwei gestürzten roten Bechren.“                                                                                              |
| Stadt Norden (Ostfriesland)   |        | Wappen beruht auf Siegelführung seit dem 15. Jahrhundert: „Das Wappen der Stadt zeigt in Blau drei goldene Sporenräder (2:1). Als Oberwappen erscheint eine Laubkrone und als Schildhalter der Heilige Andreas vor dem Kreuz.“ |
| Stadt Norderney               |        | Genehmigt durch das Preußische Staatsministerium am 10. Juli 1928: „Über blauem Wellenschildfuß. darin zwei silberne Wellenleisten, in Silber auf silberner Düne eine schwarze Landmarke.“ |
| Gemeinde Osteel               |        | Genehmigt durch den Regierungspräsidenten in Aurich am 29. November 1961: „In blauem Feld ein goldener Hammer, der von einer goldenen Krone überhöht und am Stiel von zwei goldenen, dreiblättrigen Kleeblättern begleitet wird.“ |
| Gemeinde Rechtsupweg          |        | Genehmigt durch den Regierungspräsidenten in Aurich am 19. März 1962: „In Blau ein goldener Bienenkorb, darunter zwei goldene, gestürzte, schräggekreuzte Torfstickerwerkzeuge (Prickenspaten und Upschott).“ |
| Gemeinde Südbrookmerland      |        | Genehmigt durch den Regierungspräsidenten in Aurich am 30. April 1975: „Das Wappen der Gemeinde Südbrookmerland zeigt in Rot einen goldenen, goldbezungten und goldbekrönten Adler mit geöffneten Flügeln und golden bekrönten Schwingenspitzen, wachsend aus einer goldenen Sonnenscheibe, die im Schildfuß von zehn goldenen Schindeln begleitet ist. “ |
| Gemeinde Upgant-Schott        |        | Genehmigt durch den Regierungspräsidenten in Aurich am 11. November 1958: „In Schwarz drei rückwärts gewendete goldene Adlerklauen.“ |
| Stadt Wiesmoor                |        | Genehmigt durch den Niedersächsischen Minister des Innern am 17. Juni 1950: „In Gold unter einem schwarzen Schildhaupt, worin ein aus dem linken Obereck hervorgehender goldener Blitz, ein rotbewehrter schwarzer balzender Birkhahn, dessen Flügel und Schwanz weiß gekennzeichnet sind.“                                                               |
| Gemeinde Wirdum               |        | Genehmigt durch den Regierungspräsidenten in Aurich am 17. Juli 1963: „Von Rot und Gold (Gelb) gespalten, vorn eine silberner (weißer), golden (gelb) bewehrter Löwe, hinten ein blauer Abtstab, daran ein silbern (weiß) gesäumtes blaues Velum.“ |

## Ortsteile und historische Wappen

### GemeindeDornum
Zum 1. Juli 1972 wurden die Gemeinden Dornumergrode, Westeraccumersiel und Westerbur in die Gemeinde Dornumersiel eingemeindet, ebenso die Gemeinden Neßmersiel und Westdorf in die Gemeinde Nesse. Zum 2. August 1972 schlossen sich die Gemeinden Dornum, Dornumersiel und Nesse zur Samtgemeinde Dornum zusammen. Daraus wurde zum 1. November 2001 die Einheitsgemeinde Dornum gebildet.
| Ort                    | Wappen | Kommentare |
| ---------------------- | ------ | --- |
| Gemeinde Dornumergrode |        | Genehmigt durch den Regierungspräsidenten in Aurich am 5. September 1963: „Im goldenen mit schwarzen Kleeblättern bestreuten Feld aus blauen Wellen im Schildfuß wachsend ein schwarzer, rotbewehrter Bär mit goldenem Halsband.“ |
| Gemeinde Dornumersiel  |        | Genehmigt durch den Regierungspräsidenten in Aurich am 26. November 1962: „In Gold ein erniedrigter schwarzer Balken, daraus wachsend ein schwarzer, rotbewehrter Bär mit goldenem Halsband; über einem erniedrigten goldenen Wellenschildfuß wachsend ein goldenes Gewölbesiel mit geschlossenen Fluttoren, den schwarzen Balken überdeckend.“ |
| Gemeinde Nesse         |        | Genehmigt durch den Regierungspräsidenten in Aurich am 13. Januar 1964: „Geteilt von Gold und Schwarz; oben ein wachsender rotbewehrter schwarzer Bär mit goldenem Halsband, unten zwischen zwei goldenen sechszackigen Sporenrädern eine aufrechte goldene Kornähre.“                                                                          |
| Gemeinde Neßmersiel    |        | Genehmigt durch den Regierungspräsidenten in Aurich am 28. August 1962: „In Gold ein schwarzes Gewölbesiel mit offenem Fluttor; darunter schwebend eine schwarze Glocke.“ |
| Gemeinde Roggenstede   |        | Angenommen 1999: „In Grün eine goldene Glocke begleitet von zwei schrägliegenden stilisierten goldenen Roggenähren im Schildfuß.“ |
| Gemeinde Schwittersum  |        | Genehmigt durch den Regierungspräsidenten in Aurich am 29. November 1961: „In Blau ein silbernes Butterfass mit schwarzen Reifen, im Schildhaupt begleitet von zwei goldenen sechszackigen Sporenrädern.“ |
| Gemeinde Westdorf      |        | Genehmigt durch den Regierungspräsidenten in Aurich am 17. Juli 1963: „In Silber über silbernem (weißem) Schildfuß ein grüner Berg, überhöht von einem schwarzen Hufeisen.“ |
| Gemeinde Westeraccum   |        | Angenommen durch den Heimatverein Westeraccum 2004: „In Gold eine gemauerte schwarze Brücke über einem blauen Wellenschildfluß; im Schildhaupt vorne ein schwimmender blauer Schwan und hinten ein blauer Mühlstein.“ |
| Gemeinde Westerbur     |        | Genehmigt ????: „In Blau ein erniedrigter grüner Balken, daraus wachsend eine schwarze Bockwindmühle mit silbernen Flügeln; über einem erniedrigten blauen Wellenschildfuß wachsend ein goldenes Gewölbesiel mit einem Spalt breit geöffneten Fluttoren, den grünen Balken überdeckend.“                                                        |

### GemeindeGroßheide
Zum 1. Juli 1972 wurden die Gemeinden Arle, Berumerfehn, Menstede-Coldinne und Westerende zur neugebildeten Gemeinde Großheide zusammengeschlossen.
| Ort                        | Wappen | Kommentare |
| -------------------------- | ------ | --- |
| Gemeinde Großheide         |        | Genehmigt durch den Regierungspräsidenten in Aurich am 17. Juli 1963 „In Silber (Weiß) zwischen zwei schwarzen Rohrkolben eine grüne, aufsteigende Spitze, darin eine silberne (weiße) Pflugschar.“ |
| Gemeinde Arle              |        | Genehmigt durch den Regierungspräsidenten in Aurich am 10. Oktober 1963 „In Blau ein goldener, rotbedachter Turm mit drei Schallöffnungen, belegt mit einem roten Schildchen, darin ein silberner Löwe. Die Turmspitze ist mit einem goldenen Kreuz besetzt. Sie wird von zwei goldenen sechszackigen Sporenrädern begleitet.“ |
| Gemeinde Berumerfehn       |        | Genehmigt durch den Regierungspräsidenten in Aurich am 29. September 1961 „In blauem Feld ein goldener, mit golden tingiertem Torf beladener Kahn, begleitet von zwei pfahlweis gestellten goldenen sechszackigen Sporenrädern.“                                                                                               |
| Gemeinde Menstede-Coldinne |        | Genehmigt durch den Regierungspräsidenten in Aurich am 28. August 1962 „In Grün ein silberner Wolf vor einem schräglinks gestellten goldenen Abtstab, daran ein silbernes, golden gesäumtes Velum.“ |
| Gemeinde Westerende        |        | Genehmigt durch den Regierungspräsidenten in Aurich am 17. Juli 1963 „In blauem Feld ein goldener hölzerner Pflug mit silberner Pflugschar, im rechten Obereck begleitet von einem goldenen sechszackigen Sporenrad.“ |

### GemeindeHinte
Zum 1. Juli 1972 wurden die Gemeinden Canhusen, Cirkwehrum, Groß Midlum, Loppersum, Osterhusen, Suurhusen und Westerhusen in die Gemeinde Hinte eingegliedert.
| Ort                  | Wappen | Kommentare |
| -------------------- | ------ | --- |
| Gemeinde Hinte 1964  |        | Genehmigt durch den Regierungspräsidenten in Aurich am 31. Januar 1964: „In Blau ein silberner Schrägwellenbalken, oben und unten begleitet von je einem goldenen Zinnenturm mit zwei Schießscharten und offenem Tor.“ |
| Gemeinde Canhusen    |        | Genehmigt durch den Regierungspräsidenten in Aurich am 1. Februar 1961: „In Blau über einem goldenen Einbaum ein rechtssehender, rotbewegter und -bezungter goldener Adlerkopf.“                                       |
| Gemeinde Cirkwehrum  |        | Genehmigt durch den Regierungspräsidenten in Aurich am 17. Juli 1963: „In Blau aus einem silbernen Dreiberg wachsend ein goldener Adler.“                                                                              |
| Gemeinde Groß Midlum |        | Genehmigt durch den Regierungspräsidenten in Aurich am 26. Juli 1960: „Im schwarzen Schildhaupt drei goldene (gelbe) Eicheln, darunter in Gold (Gelb) ein schwarzer, rotbezungter Bärenkopf.“                          |
| Gemeinde Loppersum   |        | Genehmigt durch den Regierungspräsidenten in Aurich am 26. November 1962: „In Rot ein silberner, golden (gelb) bewehrter Löwe, rechts unten begleitet von einem goldenen (gelben) sechsstrahligen Stern.“              |
| Gemeinde Osterhusen  |        | Genehmigt durch den Regierungspräsidenten in Aurich am 26. November 1962: „Von Blau und Gold geteilt, oben ein wachsender goldener Adler, unten eine blaue Pflugschar.“                                                |
| Gemeinde Suurhusen   |        | Genehmigt durch den Regierungspräsidenten in Aurich am 26. Juli 1960: „Im blauen Feld oben ein goldener wachsender Adler, unten eine goldene geschaftete Lilie.“                                                       |
| Gemeinde Westerhusen |        | Genehmigt durch den Regierungspräsidenten in Aurich am 17. Juli 1963: „Von Silber und Blau geteilt, oben ein wachsender roter, golden bewehrter Löwe, unten drei (2:1) goldene sechszackige Sporenräder.“              |

### GemeindeKrummhörn
Zum 1. Juli 1972 wurden die 19 Gemeinden Campen, Canum, Eilsum, Freepsum, Greetsiel (Flecken), Grimersum, Groothusen, Hamswehrum, Jennelt, Loquard, Manslagt, Pewsum (Flecken), Pilsum, Rysum, Upleward, Uttum, Visquard, Woltzeten und Woquard zu der neugebildeten Gemeinde Krummhörn zusammengeschlossen.
| Ort                 | Wappen | Kommentare |
| ------------------- | ------ | --- |
| Gemeinde Campen     |        | Genehmigt durch den Regierungspräsidenten in Aurich am 9. September 1963: „In Blau über goldenen, natürlichen Wellen im Schildfuß ein von zwei goldenen sechszackigen Spornenrädern begleiteter silberner Turm, auf dessen Plattform ein goldenes Feuer brennt.“ |
| Gemeinde Canum      |        | Genehmigt durch den Regierungspräsidenten in Aurich am 29. November 1961: „In Blau eine goldene Hausmarke (ein A, durchdrungen von einem lateinischen Kreuz). Ihr oberer Teil wird von einem goldener offenen Flug begleitet.“ |
| Gemeinde Eilsum     |        | Genehmigt durch den Regierungspräsidenten in Aurich am 12. September 1963: „In Grün ein geflügelter goldbezungter silberner Adlerrumpf, darunter ein sechszackiges goldenes Sporenrad.“ |
| Gemeinde Freepsum   |        | Genehmigt durch den Regierungspräsidenten in Aurich am 28. Juli 1960: |
| Gemeinde Greetsiel  |        | Genehmigt durch den Regierungspräsidenten in Aurich am 5. September 1963: „Im silbernen Feld über silbernen Wellen im Schildfuß ein blaues dreimastiges Schiff, dessen Mastspitzen mit drei blauen, sechszackigen Sporenrädern besetzt sind. Am mittleren Mast hängt ein schwarzer Schild, der eine goldene, gekrönte Harpyie zeigt, begleitet von vier goldenen sechsstrahligen Sternen.“ |
| Gemeinde Grimersum  |        | Genehmigt durch den niedersächsischen Minister des Innern am 6. September 1949: „In Rot ein silberner Löwe.“ |
| Gemeinde Groothusen |        | Genehmigt durch den Regierungspräsidenten in Aurich am 15. September 1960: „In Blau ein goldener Pelikan, der im Nest stehend sich die Brust zerreißt und die unter ihm hockenden Jungen mit seinem Blut tränkt.“ |
| Gemeinde Hamswehrum |        | Genehmigt durch den Regierungspräsidenten in Aurich am 8. Mai 1961: „In Blau ein goldener zinnengekrönter Turm, belegt mit einem roten dreiblättrigen Kleeblatt, überhöht von einem silbernen sechszackigen Sporenrad.“ |
| Gemeinde Jennelt    |        | Genehmigt durch den niedersächsischen Minister des Innern am 19. November 1955: „Geteilt; oben in Gold ein wachsender rotbewehrter schwarzer Löwe, unten in Grün ein silberner Wellenbalken.“ |
| Gemeinde Loquard    |        | Genehmigt durch den niedersächsischen Minister des Innern am 19. November 1955: „In Rot der Ritter St. Georg in silberner Rüstung und mit goldenem Nimbus, einen goldenen Drachen zu seinen Füßen mit der goldenen Lanze durchbohrend. Rechts von ihm ein silbernes Schildchen mit einem abgewendeten schwarzen Adler.“                                                                    |
| Gemeinde Manslagt   |        | Genehmigt durch den Regierungspräsidenten in Aurich am 18. April 1961: „In Silber ein roter Balken, begleitet von drei (2:1) liegenden blauen Halbmonden. Der Balken ist mit 5 Rauten belegt, die abwechselnd golden und silbern tingiert sind.“ |
| Gemeinde Pewsum     |        | Genehmigt durch den niedersächsischen Minister des Innern 1951: „In Blau ein rotbewehrter und rotbezungter goldener Löwe, begleitet oben rechts von einer goldenen (gelben) Lilie, oben links und unten beiderseits von je einem sechsstrahligen goldenen (gelben) Stern.“ |
| Gemeinde Pilsum     |        | Genehmigt durch den niedersächsischen Minister des Innern am 30. Juni 1956: „Geteilt; oben in Blau ein aus der Teilungslinie wachsender, linksgewendeter, rotbewehrter goldener Adler; unten in Gold zwei gekreuzte blaue Gabeln (Diekstricker) mit gedrechseltem Stiel.“ |
| Gemeinde Rysum      |        | Genehmigt durch den Regierungspräsidenten in Aurich am 31. Januar 1964: „Von Silber und Blau im Wellenschnitt geteilt, oben ein wachsender, rotzbezungter schwarzer Adler, unten ein silbernes dreiblättriges Kleeblatt.“ |
| Gemeinde Upleward   |        | Genehmigt durch den Regierungspräsidenten in Aurich am 26. September 1962: „In Silber ein schwarzer, gold-bewehrter Drache mit goldenem Halsband.“ |
| Gemeinde Uttum      |        | Genehmigt durch den Regierungspräsidenten in Aurich am 5. September 1963: „In Rot eine silberne Lilie.“ |
| Gemeinde Visquard   |        | Genehmigt durch den Regierungspräsidenten in Aurich am 26. Juli 1960: „In Grün ein schrägrechter silberner Fisch mit goldenen Flossen.“ |
| Gemeinde Woltzeten  |        | Genehmigt durch den Regierungspräsidenten in Aurich am 31. Januar 1964: „In Grün ein silberner Wellenbalken, darüber schwebend ein goldenes Kreuz.“ |
| Gemeinde Woquard    |        | Genehmigt durch den Regierungspräsidenten in Aurich am 12. November 1963: „In Blau über einem silbernen Dreiberg, der mit einem blauen sechsspeichigen Rade belegt ist und rechts von einer goldenen Lilie, links von einem goldenen sechsstrahligen Stern begleitet wird, ein schreitender goldener Löwe.“                                                                                |

### GemeindeMarienhafe
| Ort             | Wappen | Kommentare |
| --------------- | ------ | --- |
| Gemeinde Tjüche |        | Genehmigt durch den Regierungspräsidenten in Aurich am 22. Juli 1964: Das Wappen zeigt: „in Blau über goldener bezinnter Mauer im Schildfuß einen wachsenden goldenen Adler mit drei Kronen auf dem Haupt und den Flügelachsen.“ Zum 1. Juli 1972, erfolgte die freiwillige Eingliederung Tjüches in den Flecken Marienhafe, dessen Ortsteil sie damit wurde. |

### StadtNorden
Zum 1. Juli 1972 wurden die Gemeinden Westermarsch I, Westermarsch II, Neuwesteel und Leybuchtpolder der Samtgemeinde Leybucht, die Gemeinden Lintelermarsch, Ostermarsch, Süderneuland I und Süderneuland II sowie der Ortsteil Bargebur der Gemeinde Lütetsburg nach Norden eingemeindet.
| Ort                      | Wappen | Kommentare |
| ------------------------ | ------ | --- |
| Gemeinde Leybuchtpolder  |        | Genehmigt durch den Regierungspräsidenten in Aurich am 26. Oktober 1964: „Von Gold und Blau im Wellenschnitt geteilt, oben ein blaues dreiblättriges Kleeblatt, unten ein goldenes Spatenblatt.“ |
| Gemeinde Lintelermarsch  |        | Genehmigt durch den Regierungspräsidenten in Aurich am 26. Juli 1960: „Im grünen Schildhaupt ein silberner Fisch mit goldenen Flossen, darunter in Silber ein roter Blitz.“ Bekannter als Lintelermarsch ist Norddeich, der Name einer ehemaligen Lintelermarscher Gemarkung, die sich im Zuge der aufblühenden Inselschifffahrt und des Tourismus zu einem Ortsteil mit eigenem kommunalen Charakter entwickelte. Heute ist Norddeich ein eigenständiger Stadtteil der Stadt Norden und die Lintelermarsch nur ein Teilgebiet dieses Stadtteils. |
| Gemeinde Neuwesteel      |        | Genehmigt durch den Regierungspräsidenten in Aurich am 28. August 1962: „Auf silbernem Grund über einem blauen Wellenbalken ein rotes Spatenblatt.“ |
| Gemeinde Ostermarsch     |        | Genehmigt durch den Regierungspräsidenten in Aurich am 17. Juli 1963: „Unter einem blauen Wellenschildhaupt, darin drei goldene sechszackige Sporenräder, in Silber ein grünes dreiblättriges Kleeblatt.“ |
| Gemeinde Süderneuland I  |        | Genehmigt durch den Regierungspräsidenten in Aurich am 28. Dezember 1961: „Schildhaupt ein rotes offenes Sieltor, unter dessen Torbogen die ineinandergeschlungenen schwarzen Buchstaben F und R stehen. Das Schildhaupt zeigt drei goldene sechszackige Sporenräder.“ |
| Gemeinde Süderneuland II |        | Genehmigt durch den Regierungspräsidenten in Aurich am 28. Dezember 1961: „In Blau ein silberner Wellenpfahl, der im Schildhaupt von zwei goldenen, sechsstrahligen Sporenrädern begleitet und darunter von zwei goldenen Brücken gekreuzt wird.“ |
| Gemeinde Westermarsch I  |        | Genehmigt durch den Regierungspräsidenten in Aurich am 13. Januar 1964: „Im grünen Feld eine silberne schräglinks gestellt Linde, aus dem Schildrand wachsend. Im Schildfuß ein goldenes sechszackiges Sporenrad.“ |
| Gemeinde Westermarsch II |        | Genehmigt durch den Regierungspräsidenten in Aurich am 29. November 1961: „In Blau ein goldenes dreiblättriges Kleeblatt, begleitet von drei (2:1) silbernen Sporenrädern.“ |

### GemeindeSüdbrookmerland
| Ort               | Wappen | Kommentare |
| ----------------- | ------ | --- |
| Gemeinde Oldeborg |        | Genehmigt durch den niedersächsischen Minister des Innern 1953: „In Rot ein goldener (gelber) Adler mit drei auf dem Kopf und den Flügeln des Adlers aufliegenden goldenen (gelben) Kronen; im Oberwappen eine fünfzinnige rote Mauerkrone.“ Zum 23. Juni 1972 wurden die zehn Gemeinden Bedekaspel, Forlitz-Blaukirchen, Moordorf, Moorhusen, Münkeboe, Oldeborg (diese bereits im Jahre 1938 durch Gemeindereform gebildet aus den Gemeinden Engerhafe, Fehnhusen, Oldeborg und Upende), Theene, Uthwerdum, Victorbur und Wiegboldsbur zur neugebildeten Gemeinde Südbrookmerland zusammengeschlossen. |

### GemeindeUpgant-Schott
| Ort                | Wappen | Kommentare |
| ------------------ | ------ | --- |
| Gemeinde Siegelsum |        | Genehmigt durch den Regierungspräsidenten in Aurich am 26. November 1962: „In Blau auf einem goldenen (gelben), erniedrigten, gemauerten Sparren sitzend eine silberne (weiße), rot bewehrte Eule.“ Am 1. Juli 1972 wurde die Gemeinde Siegelsum in die Gemeinde Upgant-Schott eingegliedert. |